# 早川俊二
早川 俊二（はやかわ しゅんじ、1950年（昭和25年） - ）は長野県生まれの洋画家である。創形美術学校を卒業し、パリ国立美術学校に学び、主にフランス・パリで活動している。

## 略年譜
- 1950年 昭和25年）長野県に生まれる。
- 1973年 学校法人創形美術学校[1]卒業
- 1974年 渡仏
- 1976年 パリ国立美術学校入学
- 1981年 パリでムフレ賞を受賞[2]
- 1992年 アスクエア神田ギャラリーにて個展

グループ展に出展
- 2016年 酒田市美術館で特別展[4]

## 作品
- 人物画・静物画など[5]